# Никанорівська сільська рада
| Никанорівська сільська рада — колишній орган місцевого самоврядування у Добропільському районі Донецької області з адміністративним центром у с. Никанорівка. Сільській раді підпорядковані населені пункти: - с. Никанорівка - с. Бойківка - с. Вільне - с-ще Дорожнє - с. Іванівка - с-ще Маяк - с. Рози Люксембург - с. Суворове |

## Склад ради
Рада складається з 16 депутатів та голови.

## Керівний склад сільської ради
| ПІБ                          | Основні відомості                                                         | Дата обрання | Дата звільнення |
| ---------------------------- | ------------------------------------------------------------------------- | ------------ | --------------- |
| Редчиць Микола Олександрович | Сільський голова, 1947 року народження, освіта, член Партії регіонів      | 26.03.2006   | 31.10.2010      |
| Моденко Наталія Дмитрівна    | Сільський голова, 1958 року народження, освіта вища, член Партії регіонів | 31.10.2010   |                 |

Примітка: таблиця складена за даними джерела